# Hasna Xhukiçi
Hasna Xhukiçi (13 aprile 1988) è una modella albanese, incoronata Miss Universo Albania a giugno 2009.
Ha rappresentato l'Albania a Miss Universo 2009, e si è riuscita a piazzare tra le quindici finaliste finali. L'ultima volta che una Miss Universo Albania si era piazzata nella Top 15, era stato nel 2002, con Anisa Kospiri.
Al momento dell'incoronazione, la Xhukiçi stava studiando presso l'università di Tirana per diventare infermiera. Parla fluentemente albanese, inglese e spagnolo. In passato ha lavorato per la stilista Sherri Hill.